# Falerone
Falerone  (under antiken Falerio) är en kommun i provinsen Fermo, i regionen Marche i Italien. Kommunen hade 3 285 invånare (2018) och gränsar till kommunerna Belmonte Piceno, Montappone, Monte Vidon Corrado, Montegiorgio, Penna San Giovanni, Sant'Angelo in Pontano samt Servigliano.